# Heinrich Schönfeld
Heinrich Schönfeld, né le 3 août 1900 à Kolozsvár, à l'époque en Autriche-Hongrie (aujourd'hui Cluj-Napoca en Roumanie) était un footballeur autrichien, qui évoluait en tant qu'attaquant.

## Biographie
Schönfeld fait ses débuts professionnels en 1916 dans l'équipe autrichienne du SpC Rudolfshügel, où il joue au poste d'attaquant.
Il change ensuite pour le club de Sportclub Meran en 1921, et en 1923, il part en l'Italie dans le Piémont pour jouer au Torino, où il finit Capocannoniere de Serie A en 1923-1924 avec 22 buts. Il passe ensuite une saison avec l'Inter Milan, avant de rentrer en Autriche en 1926 au SC Hakoah Vienne.
Il joue quelque temps en American Soccer League chez les Brooklyn Wanderers, les Brooklyn Hakoah et les New York Hakoah.
Il rejoue en Italie entre 1930 et 1933 pour la Juventus Trapani.